# Jacques Gabriel Louis Le Clerc de Juigné
Pour les articles homonymes, voir Le Clerc et Juigné.
Jacques-Gabriel-Louis Le Clerc (Paris, 14 mai 1727 – Paris, 4 ou 14 août 1807), baron puis 1er marquis de Juigné, est un militaire et parlementaire français des XVIIIe et XIXe siècles.
Lieutenant général des armées du roi, ancien ambassadeur de France en Russie, il fut élu député de la noblesse aux États généraux de 1789.

## Biographie
Fils d'officier supérieur, Jacques-Gabriel-Louis de Juigné descendait d’une ancienne famille du Maine. Il était à peine âge de sept ans, lorsqu’il perdit son père, colonel du régiment d'Orléans, tué en 1734, à la bataille de Guastalla.

### Carrière militaire
Jacques Gabriel Louis Le Clerc entra au service, aux mousquetaires, le 7 juillet 1742, et fit successivement les campagnes de 1743 à 1748 et de 1756 à 1762, en Bohême et en Allemagne, dans les guerres dites de la succession d'Autriche et de Sept Ans.
Juigné se trouva, avec le corps des mousquetaires à la bataille de Dettingen, au mois de juin 1743. Il obtint, le 4 octobre suivant, dans le régiment de cavalerie d'Egmont, une compagnie, qu'il commanda aux sièges de Menin et d'Ypres, et au camp de Courtrai, en 1744 ; à la bataille de Fontenoy ; aux sièges de Tournay, d'Oudenarde, de Dendermonde et d'Ath, en 1745 ; au siège de Bruxelles et à la bataille de Raucoux, en 1746 ; et à la bataille de Lawfeld, en 1747.
Devenu colonel du régiment de Blaisois Infanterie, par commission du 1er janvier 1748, il joignit ce régiment à l'armée d'Italie et l'y commanda jusqu'à la paix. Le régiment de Blésois ayant été réformé et incorporé dans celui de Guienne, par ordonnance du 10 février 1749, le marquis de Juigné fut mis colonel « à la suite » du régiment des Grenadiers de France, par ordre du 20 février, et servit avec ce régiment au camp de Dieppe, en 1756 ; à la bataille de Hastenbeck ; à la prise de Minden, de Hanovre et de plusieurs autres places de l'électorat ; au camp de Closterseven ; à la marche sur Zell , en 1757 ; et à la retraite de l'électoral de Hanovre, au commencement de 1758.
Nommé colonel d'abord du régiment de Nice, puis du régiment de Champagne, par commission du 3 juin, il prit le commandement de ce dernier à la bataille de Crevelt, le 23 du même mois. Il commanda la colonne de la gauche, à l'attaque d'Herderen, au mois d'octobre suivant, et s'y distingua particulièrement, sous les ordres du marquis de Poyanne (de).
Créé brigadier, par brevet du 10 février 1759, il commanda la brigade de son régiment à la bataille de Minden, le 1er août ; aux combats de Korbach et de Warburg, en 1760 ; à l'attaque de Fillinghausen, en 1761 ; et à plusieurs actions qui eurent lieu vers la fin de cette campagne, et pendant celle de 1762.
Déclaré, au mois de décembre de cette dernière année, maréchal-de-camp, dont le brevet lui avait été expédié dès le 25 juillet précédent, il se démit alors du régiment de Champagne.

### États généraux et Constituante
Admis aux honneurs de la cour en 1770[réf. à confirmer], il fut envoyé, en qualité de ministre plénipotentiaire, près la cour de Russie, le 20 décembre 1774. On[Qui ?] le créa lieutenant-général, le 10 mars 1780.
Au décès de son beau-père, Philibert Thiroux de Chammeville, en 1771, son épouse hérite de l'hôtel Salé, situé dans le Marais. Le couple ne l'habite pas, mais le loue au marquis de La Luzerne, ancien ministre de la Marine.
Il était gouverneur de la ville et citadelle d'Arras (depuis le 2 mars 1788), et syndic général des Marches communes de Poitou et de Bretagne, lorsqu'il fut élu député de la noblesse des Marches communes aux États généraux, le 2 avril 1789.

Il y protesta, par la lettre suivante, contre le vote par tête : 

« Messieurs,
le député de la noblesse des Marches communes franches de Poitou et de Bretagne, étroitement lié par son mandat et son serment à la forme ancienne et constitutionnelle de voter dans l'assemblée des Etats-Généraux séparément et par ordre, déclare qu'il ne s'est rendu dans cette chambre commune avec l'ordre entier de la noblesse que par défférence à l'invitation qui lui en a été faite par Sa Majesté, mais qu'il s'abstiendra de prendre part à toutes délibérations dans lesquelles les suffrages seront recueillis par têtes et qu'il fait toutes réserves à cet égard jusqu'à ce que ses commettants rassemblés par les ordres du roi l'aient autoriser à voter dans cette forme inusitée, et en attendant qu'il ait reçu de nouveaux pouvoirs à cet égard. Il déclare qu'il persiste en vertu de son mandat à soutenir la forme constitutionnelle de voter séparément et par ordre. Il prie l'Assemblée de ne regarder la présente déclaration que comme l'acte le plus rigoureux et du plus indispensable devoir, de permettre quelle soit déposée sur le bureau et qu'il lui en soit donné acte. »

— À Versailles, ce 30 juin 1789,
Le Marquis de Juigné.
Le marquis de Juigné adhéra cependant « aux sacrifices » de la nuit du 4 août, mais combattit le décret qui soumettait à la prescription les droits féodaux rachetables.
Ayant émigré en 1791, il fut mis à la tête de la moitié de l'infanterie noble à l'armée des princes en 1792, et ne rentra en France qu'à l'époque du Consulat (il avait été amnistié le 20 nivôse an XI).
Il mourut en août 1807.
Un monument a été élevé à lui et à son frère, l'archevêque, dans la cathédrale de Paris.

## Titres
- Marquis de Juigné (17 mars 1762[6]), baron de Champagne et de La Lande ;
- Petit-fils de Louise-Henriette de Crux :
  - Il hérita de son aïeule des seigneurie et château de Montaigu[7]. En mai 1800, à son arrivée à Montaigu, le sous-préfet Pierre-Paul Clemenceau[8], doit prendre pension chez l'habitant et le seul endroit où l'on peut établir la sous-préfecture est le château. Propriété du marquis de Juigné, émigré amnistié, il a été mis sous séquestre[4],[9].
  - Il hérita de Augustin de Rochechouart, comte de Vihiers, seigneur de Vieillevigne en 1742, décédé le 31 octobre 1755. Le marquis de Juigné fit hommage au roi le 9 août 1774, pour ses châtellenies de Vieillevigne, Saint-Étienne-de-Mer-Morte, Touvois et Grandlieu. Il émigra quand vint la Révolution et sa terre de Vieillevigne fut vendue nationalement[10].
- Seigneur de Brétigny-sur-Orge du chef de son épouse, le couple vendit la seigneurie en 1788 à Anne Louis Alexandre de Montmorency, 7e prince de Robech, pour 1 080 000 livres.

## Distinctions et honneurs
- Chevalier de Saint-Louis (1757[11]) ;
- Admis aux honneurs de la cour (1770[2],[6]).

## Armoiries
| Figure | Blasonnement |
|        | Armes de la famille Le Clerc de Juigné D'argent, à la croix de gueules, bordée-engrêlée de sable et cantonnée de quatre aigles du même, becquées et armées du second. |

## Ascendance et postérité
Jacques Gabriel Louis Le Clerc de Juigné était le fils aîné de Samuel-Jacques Le Clerc († tué le 19 septembre 1734 à la bataille de Guastalla (Espagne)), baron de Juigné, de La Lande en Poitou et de Champagne (Champagne-Hommet), colonel du régiment d'Orléans-infanterie) et de Marie Gabrielle Le Cirier de Neufchelles (° 1706 † 1763), fille de Léon Le Cirier ( † 1733), seigneur de Neufchelles et d'Hénonville, maréchal des camps et armées du Roy, gouverneur de Sainte-Menehould, lieutenant des gardes du corps du roi, chevalier de Saint-Louis.
1. Le marquis de Juigné était le frère aîné de :
2. Antoine-Éléonor-Léon Le Clerc de Juigné (° 1728 † 1811), archevêque de Paris (1782), député aux États généraux de 1789 ;
3. Armand Louis Le Clerc de Juigné (° 5 juin 1731 - Saint-Sulpice (Paris) † 28 décembre 1758), chevalier de Malte  (de minorité), capitaine au régiment de Guyenne ;
4. Léon Marguerite Le Clerc (1733-1810), baron de Juigné, seigneur de Sainte-Mère-Église (1789, à cause de sa femme née Adélaïde de Saint-Simon-Courtomer), colonel du régiment de Soissonnais, admis aux honneurs de la Cour (1783), maréchal de camp (1780), député aux États généraux de 1789
5. Louise Léonine Gabrielle Le Clerc ( † 19 août 1754), mariée le 24 mars 1753 avec Antoine Guy, « marquis » de Pertuis, vicomte de Baons le Comte, dont postérité.

Le marquis de Juigné avait épousé, le 17 mars 1760, Claude-Charlotte Thiroux de Chammeville (° 12 mai 1743 - paroisse Saint-Jean-en-Grève, Paris † 29 août 1827 - Paris), dame de Brétigny-sur-Orge (quelle apporte en dot lors du mariage), dame du palais surnuméraire de Marie-Antoinette (1785-1789), fille de Philibert Thiroux (1686-1770), seigneur de Chammeville.
- Ensemble, ils eurent:
  - Charles Philibert Gabriel (° 30 septembre 1762 - Paris † 14 mars 1819), 2e marquis de Juigné, émigré (1791), officier étranger, pair de France, marié en 1782 avec Marie Louise Charlotte de Bonnières de Souastre ( † 2 avril 1792), chanoinesse-comtesse de Remiremont, fille d'Adrien Louis de Bonnières, dit « le duc de Guines », sans postérité ;
  - Charles Marie (° 10 mai 1764 - Paris † 11 janvier 1826 - Berlencourt-le-Cauroy), comte puis 3e marquis de Juigné (1819), lieutenant des gendarmes écossais, émigré, colonel à l'armée des Princes, pair de France (1823, baron-pair héréditaire sur institution de majorat en 1824), avec Anne Eléonore Eulalie ( † 1803), fille de François Charles du Floquet de Réals, dont :
    - Postérité ;

  - Anne Léon Antoine (° 28 décembre 1767 † 2 février 1846), comte de Juigné, émigré (1791), officier étranger, colonel de Légion de la Seine (1815), chevalier de la Légion d'honneur[14] (18 mai 1820), marié le 17 octobre 1809 avec Anne Marie Adélaïde, fille de Louis François Anne, comte de Séran, seigneur de La Tour, de Saint-Loup et de Pierrepont, baron d'Audrieu, dont :
    - Charlotte Antoinette Thérèse (° 1812 † 18 janvier 1892 - Hyères), mariée en 1833 avec César Honoré de La Roche-Fontenilles (1787-1867), marquis de Fontenilles, dont postérité ;

  - Jacques Auguste Anne Léon (° 8 août 1774 † 10 mai 1850), vicomte de Juigné, colonel de cavalerie (1814), député de la Loire-Inférieure (1821-1827), marié le 10 juin 1816 avec Antoinette Louise (° 1779), fille d'Étienne Narcisse, comte de Durfort (1753-1837), laquelle était veuve d'André Hector de Galard de Brassac de Béarn (1778-1806), dont[15]
    - Postérité ;

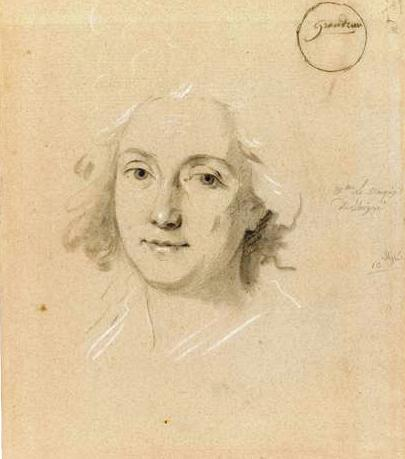
Jean-Baptiste-Jacques Augustin (1759–1832), Portrait de madame la marquise de Juigné, Musée du Louvre
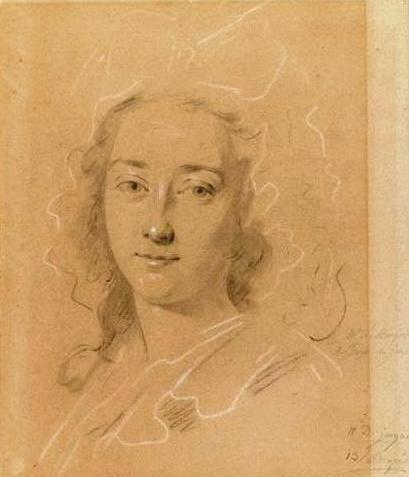
Jean-Baptiste-Jacques Augustin (1759–1832), Portrait de la jeune marquise de Juigné, Musée du Louvre